# Französische Badmintonmeisterschaft 1952
Die Französische Badmintonmeisterschaft 1952 fand in Le Havre statt. Es war die dritte Austragung der nationalen Titelkämpfe im Badminton in Frankreich.	

## Titelträger
| Disziplin    | Sieger                        |
| ------------ | ----------------------------- |
| Herreneinzel | Henri Pellizza                |
| Dameneinzel  | Anie Gibon                    |
| Herrendoppel | Henri Pellizza Paul Ailloud   |
| Damendoppel  | Noëlle Ailloud Jeannie Boivin |
| Mixed        | Henri Pellizza Noëlle Ailloud |